# Steffen Ernemann
Steffen Ernemann (Odder, Dinamarca, 26 de abril de 1982) es un exfutbolista y entrenador danés. Jugaba de mediocampista, y pasó su carrera en clubes de Dinamarca, Bélgica y Noruega.
Luego de su retiro en 2019, comenzó su carrera como entrenador. Su primer club fue el Esbjerg fB como interino.

## Clubes

### Como jugador
| Club          | País      | Año       | PJ  | Goles |
| ------------- | --------- | --------- | --- | ----- |
| Aarhus GF     | Dinamarca | 2002-2003 | 17  | 3     |
| AC Horsens    | Dinamarca | 2003-2007 | 111 | 9     |
| Silkeborg IF  | Dinamarca | 2007-2009 | 51  | 14    |
| Zulte-Waregem | Bélgica   | 2009-2011 | 20  | 2     |
| KSV Roeselare | Bélgica   | 2011      | 28  | 8     |
| Esbjerg fB    | Dinamarca | 2011-2013 | 23  | 1     |
| Sarpsborg 08  | Noruega   | 2013-2016 | 88  | 11    |
| Viking FK     | Noruega   | 2017-2018 | 43  | 0     |
| Sogndal       | Noruega   | 2019      | 22  | 0     |

### Como entrenador
| Club                  | País      | Año  |
| --------------------- | --------- | ---- |
| Esbjerg fB (Interino) | Dinamarca | 2022 |